# Freedom Charity
 (novembre 2013).
Si vous disposez d'ouvrages ou d'articles de référence ou si vous connaissez des sites web de qualité traitant du thème abordé ici, merci de compléter l'article en donnant les références utiles à sa vérifiabilité et en les liant à la section « Notes et références ».
Freedom Charity est une organisation britannique à but non lucratif, dont le but est le respect des droits de l'enfant. Agissant sur le sol anglais, elle les aide lors des cas de crimes à leur encontre ou de mariage forcé.
Elle forme aussi du personnel à être à leur côté.

## Implications
L'association aura notamment permis le 21 novembre 2013 la libération de trois femmes supposées retenues contre leur gré à Londres depuis une trentaine d'années.